# Ahuizotl (væsen)
Ahuizotl eller ahuitzotl var et aztekisk fabeldyr, der blev adopteret som kejser Ahuitzotls symbol .
Dyret er delvist hund, delvist abe, den har en lang hale med en abehånd for enden og gemmer sig i dybe vandhuller, hvor den udstøder klynkende lyde for at lokke forbipasserende mennesker nærmere. Når man er kommet nær kanten, svinger den sin hale med den ekstra hånd op og trækker sit offer ned under vandet, lader det drukne og fortærer derefter byttet.